# Държавен съд
Държавният съд е непостоянно действаща съдебна институция, създадена със Закона за съдене на министрите от 10 декември 1880 г. на основание чл. 155 от Търновската конституция (16 април 1879 г. – 4 декември 1947 г.).

## Устройство
Законът за съдене на министрите предвижда следната процедура.
- Предложение за съдене на министър или министри може да прави всеки депутат в Народното събрание, но за да се предприеме тази мярка, тя трябва да бъде одобрена и подписана най-малко от 1/4 от народните представители.
- На санкция от Държавен съд подлежат всички случаи, предвидени в чл. 155 от Търновската конституция – от държавна измяна и предателство до нанасяне на вреди на държавата с цел лична изгода.
- Предварителното следствие на обвиняемото лице или лица се възлага на особена следствена комисия, състояща се от трима души – един от Върховния касационен съд, който обикновено става председател на комисията, и по един представител, избран измежду апелативните и окръжните съдилища.
- Членовете на комисията се назначават с височайши указ по предложение на правосъдния министър.
- След приключване на предварителното следствие делото се препраща до държавния обвинител.
- При водене на делото Държавният съд се ръководи от общите правила за решаване на углавните дела. Присъдите му са окончателни и не подлежат на обжалване.

От 1903 г. работата на държавния обвинител се подпомага от няколко негови заместници, а от 1904 г. според височайши указ е внесено допълнение към Закона за съдене на министрите, което ограничава дотогавашната материя. Според това допълнение министрите могат да бъдат съдени само при нарушение на някой член от конституцията, а служебните им нарушения подлежат на углавно и гражданско преследване.
Претърпява промени и самият състав на Държавния съд. Първоначално той се състои от председател, 6 съдии и 14 съдебни заседатели, от които 10 действителни и 4 запасни.
С промените от 1923 г. съставът на Държавния съд е председател, избран от Народното събрание, и 16 народни съдии, от които 12 действителни и 4 запасни.

## Работа на Държавния съд

### Първи държавен съд
Държавният съд е свикан за първи път през 1903 година по искане на депутати от XI обикновено народно събрание, заседавало през 1901 – 1902 година. Подсъдими са министри от правителството на Тодор Иванчов, обвинени в измяна и корупция. Държавен обвинител е Александър Малинов. На 3 юни 1903 година съдът осъжда на осем месеца затвор Тодор Иванчов, Димитър Тончев и Васил Радославов, но присъдата не влиза в сила, тъй като осъдените са амнистирани от избраното малко по-късно от XIII обикновено народно събрание.

### Втори държавен съд
Второто свикване на Държавния съд е през 1911 година по искане на депутати от XIV обикновено народно събрание (1908 – 1911). Подсъдими са министри от правителствата на Рачо Петров, Димитър Петков и Петър Гудев. Държавен обвинител е Георги Данаилов с помощници Александър Малинов и Александър Милев. Съдът е разпуснат от XV обикновено народно събрание преди да издаде присъда.

### Трети държавен съд
Третият държавен съд функционира на основата на Закона за наказване на виновниците за националната катастрофа, приет от правителството на Българския земеделски народен съюз, чиято цел е наказване на виновните за участието и поражението на България в Първата световна война. Наричан по онова време „закон-присъда“, водещ мотив при приемането му е разправа с политическите противници, което прави Третия държавен съд предвестник в много отношения на т.нар. „Народен съд“ от 1944 – 1945 година.
Съдът е свикан на 12 януари 1920 година по искане на депутати от XVIII обикновено народно събрание, като първоначално обвиняеми са министри от кабинета на Васил Радославов, управлявал по време на Първата световна война. Държавен обвинител става Райко Даскалов с помощници Александър Радолов, Константин Консулов и Георги Величков. След проведен през 1922 година референдум, обвинението е разширено и в него са включени правителствата на Иван Гешов, Стоян Данев и Александър Малинов. Третият държавен съд е най-продължително заседавалият и обхващащ най-голям брой обвиняеми. Най-тежката присъда, доживотен строг тъмничен затвор, получават шестима осъдени – Васил Радославов, Димитър Тончев, Петър Пешев, Христо Попов, Петър Динчев и Добри Петков. Осъдените са амнистирани през 1924 г.